# Philip G. Walcott
Œuvres principales
- L'Esprit meurtrier
- Équation à deux inconnues
- Copie de sang

Philip G. Walcott, né le 4 février 1961, est un écrivain français, auteur de thrillers.

## Œuvres[1]

### L'Esprit meurtrier
- Publication : 2004  (ISBN 2951872615) (BNF 39216747)
- Résumé : Aux États-Unis, de nos jours, un agent du FBI enquête sur un événement irrationnel qui aurait commencé en Égypte, pendant le règne de Ramsès II, et qui serait à l'origine de la malédiction proférée en 1314 par Jacques de Molay, le grand-maître des Templiers, et de l'assassinat de John Fitzgerald Kennedy en 1963.

### Équation à deux inconnues
- Publication : 2007  (ISBN 978-2-9518726-2-2) (BNF 40965592)
- Résumé : Un meurtre est commis dans un lycée. Un officier de police va prendre un congé sans solde et tenter de résoudre l'enquête de l'intérieur en prenant un poste de maître auxiliaire. Son arrivée au lycée va bouleverser la vie d'une jeune enseignante psychologiquement perturbée.

### Copie de sang
- Publication : 2008  (ISBN 978-2-9518726-3-9) (BNF 41237863)
- Résumé : À Saint Paul, dans le Minnesota, un serial killer fait une fixation sur les blondes aux yeux verts de 35 ans. Un inspecteur de police va tout tenter pour protéger l'une de ses prochaines victimes dont il va tomber amoureux.